# Čučja Mlaka
Čučja Mlaka je naselje v Občini Škocjan.